# Žilinská Lehota
Žilinská Lehota je městská část města Žilina, v severozápadní části jeho území, 8 km severozápadně od centra města. Obec leží v nejvýchodnější části Povážského Podolí, v nadmořské výšce 415 m n. m. Nachází se 2 km od silnice I/18, západně od Hričovské přehrady. Jezdí sem MHD linka č. 29 ze Žiliny.
Žilinská Lehota se vzpomíná v letech 1402 jako Lehota, 1469 Benchma Lhotha, 1598 Lehotka a 1920 Bitča Lehôta. V letech 1927–1954 měla název Bytčianska Lehota. V minulosti patřila k Hričovskému a později k Bytčianskému panství. V erbu měla strom s kruhovou korunou a s dvěma rostlinami po stranách. K Žilině byla přičleněna v roce 1980. Má asi 300 obyvatel. Ve střední části je postavena kaple, kulturní dům a v horní části je postaven kříž na památku obětem války. V kulturním domě je umístěna pobočka Žilinské knihovny. V malebné obci byla vybudována pouze individuální bytová výstavba ve stísněných podmínkách v dolině mezi vrchy na nerovném terénu. Ani po přičlenění k městu se její venkovský charakter nezměnil.